# Mollinedia gilgiana
Mollinedia gilgiana är en tvåhjärtbladig växtart som beskrevs av Janet Russell Perkins. Mollinedia gilgiana ingår i släktet Mollinedia och familjen Monimiaceae. Inga underarter finns listade i Catalogue of Life.